# Король, Фёдор Петрович
Фёдор Петрович Король (10 ноября 1894 года, с. Апанасовка, Гадячский уезд, Полтавская губерния — 23 сентября 1942 года, Воронеж) — советский военачальник, генерал-майор (1940).

## Биография
Родился в селе Апанасовка Гадячского уезда Полтавской губернии, ныне Липоводолинский район, Сумская область.
До призыва в армию  работал учителем в сельской школе в Харьковской губернии. Летом 1914 года поступил учеником на телеграф при почтовом отделении в селе Будки Харьковской губернии и после сдачи экзаменов осенью был назначен телеграфистом на Славянский телеграф в городе Славянск Харьковской губернии.

### Первая мировая война
В июне 1915 года  Король мобилизован на военную службу и направлен в 25-й Сибирский запасной полк в город Ново-Николаевск. В сентябре командирован во 2-ю Иркутскую школу прапорщиков, после окончания которой в декабре был назначен в 125-й маршевый батальон в городе Ямбург. В июне 1916 года убыл из него на фронт под город Рига, где воевал младшим офицером и командиром роты в 437-м пехотном Сестрорецком полку 110-й пехотной дивизии (последний чин — подпоручик). 22 августа 1917 года под станцией Роденпойск Рижского уезда был тяжело контужен и эвакуирован в госпиталь. После выздоровления в ноябре убыл в отпуск и больше на военной службе не состоял.

### Гражданская война
12 февраля 1919	года  Король был мобилизован в РККА и назначен в 12-й Украинский советский полк 1-й отдельной Украинской бригады, где проходил службу начальником полковой школы, помощником командира и врид командира полка (позднее переименован в 376-й стрелковый полк в составе 42-й стрелковой дивизии). Воевал с ним на Южном фронте против войск генерала А. И. Деникина. В феврале — июле 1920 года командовал отрядом бронепоездов и этим же 376-м стрелковым полком при ликвидации вооружённых формирований Н. И. Махно в районах Пологи, Орехов и Таганрог. С июня 1920 года командовал 377-м, а с сентября вновь 376-м стрелковыми полками (последний позднее был переименован в 370-й стрелковый). В ноябре — декабре временно исполнял должность начальника дивизионной школы, затем командовал 42-м запасным батальоном 42-й стрелковой дивизии. С апреля 1921 года был помощником командира и командиром 126-го сводного полка этой дивизии на Кавказе. Участвовал с ним в ликвидации банд полковника Дубины и Зубаря под Ейском. С июня командовал 118-м стрелковым полком 40-й стрелковой бригады 14-й стрелковой им. А. К. Степина дивизии в городе Грозный. Участвовал с ним в борьбе с бандитизмом в Чечне. С июля 1922 года в той же дивизии исполнял должность помощника командира 82-го стрелкового полка.

### Межвоенный период
С сентября 1922 года по август 1923 года учился в Высшей тактическо-стрелковой школе командного состава РККА имени Коминтерна «Выстрел», а после возвращения в дивизию проходил службу помощником командира 82-го, а с февраля 1924 года — 83-го стрелковых полков. С августа 1924 года   Король командовал 66-м стрелковым полком 22-й Краснодарской стрелковой дивизии СКВО (с мая 1925 года — командир и комиссар полка). С октября по декабрь 1927 года одновременно прошёл переподготовку на КУВНАС при Военной академии РККА им. М. В. Фрунзе. В январе 1930 года был переведён в СибВО командиром и комиссаром 6-го отдельного стрелкового полка. В августе 1931 года назначен преподавателем кафедры тактики Военно-технической академии РККА им. Ф. Э. Дзержинского в Ленинграде, а с сентября 1932 года был руководителем и старшим преподавателем кафедры тактики БТВ в Военной академии механизации и моторизации РККА им. И. В. Сталина в Москве. С марта 1938 года в той же академии был доцентом кафедры тактики автобронетанковых войск, а с 1 ноября — временно исполнял должность профессора этой кафедры.

### Великая Отечественная война
22 июля 1941 был назначен заместителем начальника автобронетанкового отдела Западного направления. С 27 августа допущен к временному командованию 331-й стрелковой дивизии, которую сам формировал  в ОрВО (г. Мичуринск).
Дивизия получила наименование «Брянская пролетарская стрелковая дивизия». С 1 ноября она была передана в состав 26-й армии резерва ВГК и передислоцирована в город Алатырь Чувашской АССР. Затем к 1 декабря переброшена на Западный фронт и в составе 20-й армии участвовала в контрнаступлении под Москвой: Клинско-Солнечногорской наступательной операции. Её части вели наступление в направлении Красной Поляны, Солнечногорска, отличились при освобождении города Солнечногорск (12 декабря). К 17 декабря они вышли на магистраль Москва — Волоколамск и 20 декабря овладели городом Волоколамск. В январе 1942 года дивизия продолжала наступление, участвуя в Ржевско-Вяземской наступательной операции. К концу января её части вышли в район деревни Середа (северо-восточнее Гжатска), где перешли к обороне. 

Могила Короля на Введенском кладбище Москвы.

27 февраля 1942 года генерал-майор  Король был отстранён от должности и в апреле откомандирован в распоряжение заместителя наркома обороны по танковым войскам, затем в июне назначен командиром 111-й танковой бригады. Формировал её в ПриВО, затем бригада вошла в 25-й танковый корпус резерва Ставки ВГК. В начале июля бригада была вместе с корпусом направлена на Воронежский фронт и в составе войск 60-й, затем 40-й армий участвовала в Воронежско-Ворошиловградской оборонительной операции, в тяжёлых боях на западной окраине Воронежа.
23 сентября 1942 года в бою в районе населённого пункта Чижовка (окрестности Воронежа) за Чижовский пладцарм от прямого попадания бомбы в танк  генерал-майор  Король погиб. Перед своей гибелью был назначен заместителем командующего 40-й армии по АБТВ, в должность вступить не успел. Тело его отвезли в Москву и похоронили на Введенском кладбище (19 уч.).

## Воинские звания
- Полковник (4.12.1935)
- Комбриг (22.02.1938)
- Генерал-майор (4.06.1940)[3].

## Награды
- Орден Красного Знамени (04.02.1943)[4];
- "Медаль «XX лет Рабоче-Крестьянской Красной Армии» (22.02.1938)[4];
- Знак «Отличник РККА» (1937)[4];
- Именное оружие: пистолет «браунинг» (1926) и пистолет «маузер» (1928)[1].

## Память

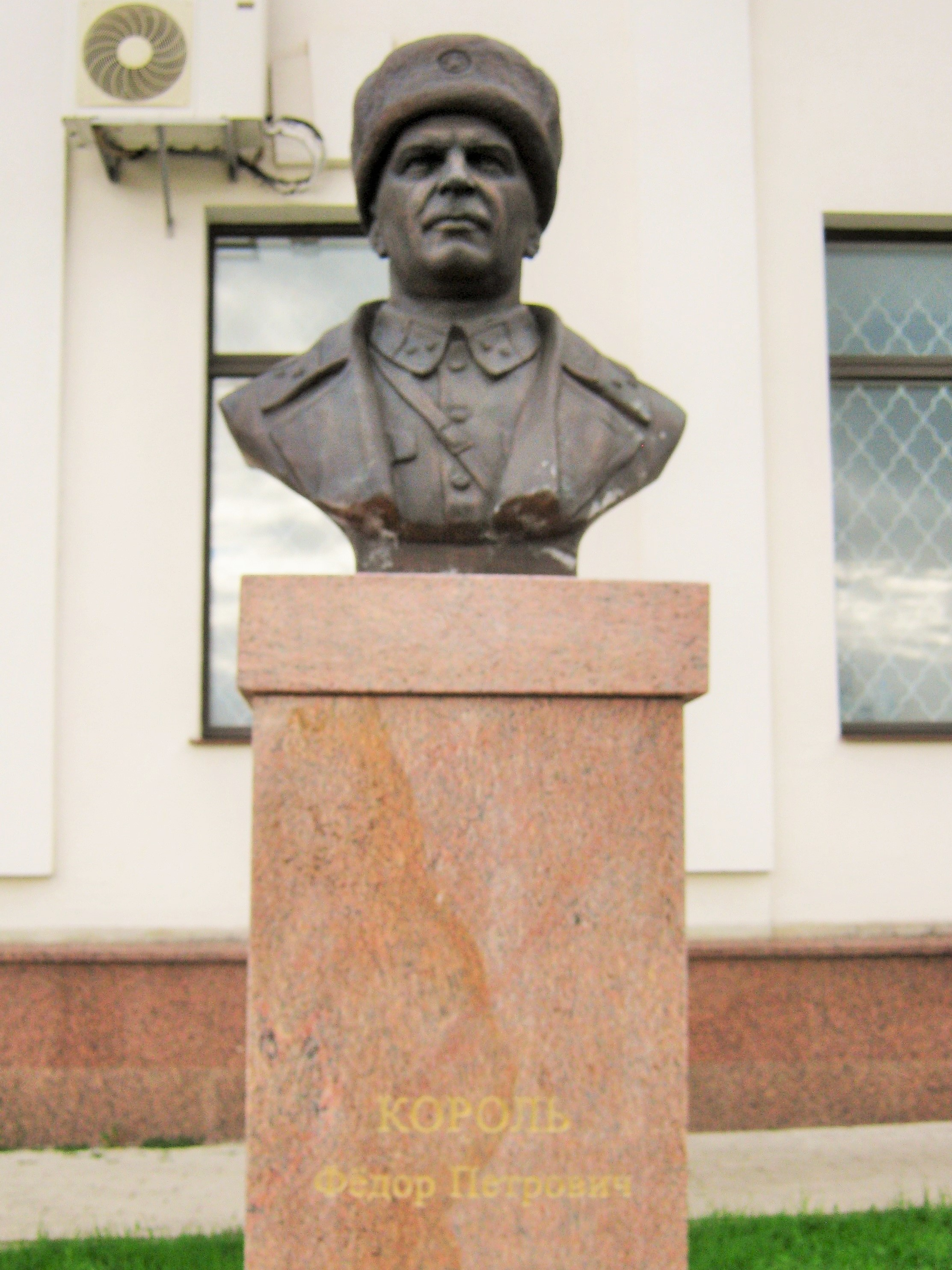
Бюст на Октябрьской площади в Волоколамске